# Шаснеј ди Поату
Шаснеј ди Поату (фр. Chasseneuil-du-Poitou) насеље је и општина у западној Француској у региону Поату-Шарант, у департману Вијена која припада префектури Поатје.
По подацима из 2011. године у општини је живело 4526 становника, а густина насељености је износила 257,01 становника/km². Општина се простире на површини од 17,61 km². Налази се на средњој надморској висини од 77 метара (максималној 124 m, а минималној 63 m).

## Демографија
| 1962. | 1968. | 1975. | 1982. | 1990. | 1999. | 2011. |
| ----- | ----- | ----- | ----- | ----- | ----- | ----- |
| 1.869 | 2.144 | 2.332 | 2.888 | 3.002 | 3.845 | 4.526 |

График промене броја становника у току последњих година